# NGC 4596
NGC 4596 là tên của một thiên hà hình hạt đậu có cấu trúc thành chắn nằm trong chòm sao Xử Nữ. Khoảng cách nó với chúng ta là khoảng xấp xỉ 55 triệu năm ánh sáng (tương đương với 16,8 parsec). Vào ngày 15 tháng 3 năm 1784, nhà thiên văn học người Anh gốc Đức William Herschel phát hiện bằng một kính viễn vọng có kích thước 18,7 inch và mô tả nó là "gần hai ngôi sao sáng". Bên cạnh đó, nó còn là một thiên thành thành viên của cụm thiên hà Xử Nữ với độ nghiêng từ điểm nhìn của chúng ta là khoảng 38 độ. Đường kính của thiên hà này là 100000 năm ánh sáng.
Thanh chắn của thiên hà này xuất hiện rất rõ ràng với hai điểm cuối có hai đốm sáng. Hai nhánh xoắn ốc khuếch tán của nó rẽ nhánh từ điểm cuối của thanh chắn và tạo thành một cấu trúc đai giả có thể dễ dàng nhận thấy. Các nhánh xoắn ốc ấy ra bên ngoài và mờ nhạt đi trong cái đĩa bên ngoài của nó.
Tại vùng trung tâm của thiên hà này có chứa một lỗ đen siêu khối lượng với khối lượng ước tính là khoảng 78 triệu lần khối lượng mặt trời.

## Dữ liệu hiện tại
Theo như quan sát, đây là thiên hà nằm trong chòm sao Xử Nữ và dưới đây là một số dữ liệu khác:
Xích kinh 12h 39m 55.9s
Độ nghiêng 10° 10′ 34″
Giá trị dịch chuyển đỏ 0.006311
Cấp sao biểu kiến 11.35
Vận tốc xuyên tâm 1892 km/s
Kích thước biểu kiến 4.0 x 3.0
Loại thiên hà SB0^+(r)